# 恰巴里夫卡
49°4′52″N 26°7′13″E / 49.08111°N 26.12028°E
恰巴里夫卡（烏克蘭語：Чабарівка）是位於烏克蘭西部特諾皮爾州裏喬爾特基夫區的村莊，距離蘇霍季爾3公里，面積4.64平方公里，2001年人口1,200。